# Gadmerwasser
La Gadmerwasser est un cours d'eau coulant dans les Alpes uranaises en Suisse. C'est un affluent de l'Aar. Elle coule dans le Gadmertal.

## Géographie
La Gadmerwasser nait de la confluence de ruisseaux de montagnes le Steinwasser et le Wendenwasser. Elle descend ensuite vers l'ouest sur un parcours d'environ 10 kilomètres et rejoint l'Aar à Innertkirchen.

### Steinwasser
Le Steinwasser prend sa source au pied du Steingletscher, au sud du col du Susten.

### Wendenwasser
Le Wendenwasser nait au pied du Wendengletscher.

## Affluents
De la source à la confluence avec l'Aar :
- Spreitbach (rive droite)
- Standgraben (rive droite)
- Horlaui (rive droite)
- Sitegraben (rive droite)
- Farlauigraben (rive gauche)
- Inner Flüeligraben (rive droite)
- Üsser Flüeligraben (rive droite)
- Tiefengraben (rive droite)
- Triftwasser (rive gauche)
- Firschlachtgraben (rive gauche)
- Nessentalgraben (rive droite)
- Äbnetbach (rive gauche)
- Nessenlouwigraben (rive gauche)
- Gentalwasser (rive droite)